# Alianza Petrolera Femenino
El Alianza Petrolera Femenino fue un club de fútbol femenino vinculado al Alianza Petrolera, cuyo primer equipo militó en la Liga Profesional Femenina de Fútbol de Colombia, la máxima competición de fútbol femenino en Colombia.

## Historia
El equipo fue presentado oficialmente el 2 de noviembre de 2016 en el municipio colombiano de Barrancabermeja. El club accedió a la disputa del torneo profesional colombiano haciendo uso de su derecho a participar merced a contar con reconocimiento deportivo de Coldeportes y la Dimayor. 
El club tuvo dos participaciones en el certamen en las temporadas 2017 y 2018.

## Datos del club
- Temporadas en 1ª: 2 (2017 y 2018)
- Primer partido oficial:
- Mayor cantidad de goles anotados en un partido de primera división:
- Mayor cantidad de goles recibidos en un partido de primera división:

## Jugadoras

### Entrenadores
| Nombre          | Nacionalidad | Temporadas |
| --------------- | ------------ | ---------- |
| Dayro Montesino | Colombiana   | 2017       |